# Francisco Llambí
Francisco Llambí (* 16. April 1788 in Montevideo; † 10. Juli 1837 ebenda) war ein uruguayischer Politiker.

## Leben
Er war Mitglied der Asamblea General Constituyente y Legislativa del Estado, die zwischen den Jahren 1828 und 1830 den Entwurf der ersten Verfassung Uruguays erarbeitete.
Sodann hatte er ab Beginn der ersten Legislaturperiode am 19. Oktober 1830 bis zum 12. März 1833 ein Abgeordnetenmandat für das Departamento Montevideo in der Cámara de Representantes inne.
Im selben Jahr übernahm er zum ersten Mal die Leitung des Außenministeriums für zweieinhalb Monate (9. Oktober – 20. Dezember 1833). Dieser Amtszeit sollten später zwei weitere folgen.
Zuerst nahm er aber anfangs der zweiten Legislaturperiode ab dem 15. Februar 1834 ein Senatorenamt in der Cámara de Senadores für das Departamento Colonia wahr. Dieses legte er jedoch vorzeitig am Tage seines erneuten Antritts des Außenministerpostens am 4. März 1835 nieder. In der Folge leitete der das Außenministerium Uruguays nun bis zum 15. Oktober desselben Jahres, um schließlich nochmals zwischen dem 16. November 1835 und dem 27. März 1837 seine längste und letzte Amtszeit in dieser Funktion abzuleisten.

## Werke
- Plácido Abad, Francisco Llambí: Constituyente, hombre de Estado y Canciller del Uruguay 1794-1837. Plácido Abad, Montevideo, 1937